# Череп и кости (фильм)
«Череп и кости» (англ. Double Crossbones) — американский цветной комедийный приключенческий фильм 1951 года, снятый режиссёром Чарльзом Бартоном.

## Сюжет
XVIII век. Чарлстон становится убежищем для пиратов, которые сбывали награбленные товары местным городским торговцам. Молодой парень по имени Дэйви Крэндалл и его приятель, бывалый моряк Том Боттс работали у лавочника Калеба Николаса. После того как у лавочника была обнаружена брошь, принадлежащая знатному англичанину, который был ограблен пиратами, лавку закрывают, а владельца и его двух помощников арестовывают и отдают под суд. Дэйви Крэндалл и Том Боттс, проявив смекалку, убегают из-под стражи, хитростью захватывают пиратский корабль и становятся пиратами…

## В ролях
- Дональд О’Коннор — Дэйви Крэндалл
- Хелена Картер — леди Сильвия Коупленд
- Уилл Гир — Том Боттс
- Джон Эмири — губернатор Джеральд Элден
- Стэнли Логан — лорд Монтроуз
- Кэтрин Гивни — леди Монтроуз
- Хейден Рорк — Малкольм Джайлз
- Морган Фарли — Калеб Николас
- Роберт Бэррат — Генри Морган
- Алан Напье — капитан Кидд
- Гленн Стрейндж — капитан Бен Эвери
- Луи Бачигалупи — Чёрная Борода
- Хоуп Эмерсон — госпожа Энн Бонни
- Чарльз Макгроу — капитан Бен Уикетт
- Джефф Чандлер — рассказчик (нет в титрах)
- Джеймс Арнесс — Буллок (нет в титрах)
- Сюзанн Риджуэй — девушка из таверны (нет в титрах)

## Съёмочная группа
- Режиссёр: Чарльз Бартон
- Продюсер: Леонард Голдштейн
- Сценаристы: Оскар Бронди, Джон Грант
- Оператор: Мори Герцман
- Композитор: Фрэнк Скиннер